# Timo Grubing
Timo Grubing (* 1981 in Bochum, NRW) lebt und arbeitet seit seinem Diplom 2007 als freier Illustrator in Bochum und ist vor allem in den Bereichen Kinder- und Jugendbuch, Schulbuch, Familienspiele und Comic tätig.

## Werdegang
Timo Grubing, der seit dem zehnten Lebensjahr Stephen-King-Fan ist, machte im Jahr 2000 Abitur am Graf-Engelbert-Gymnasium Bochum und nahm 2002 das Designstudium an der FH Münster mit den Schwerpunkten Illustration und Mediendesign auf. 2007 erhielt er sein Diplom mit der Abschlussarbeit „Glück Auf! Eine interaktive Reise durch die Geschichte des Bergbaus im Ruhrgebiet“. Seit 2007 ist er freier Illustrator und lebt wieder in Bochum.
Er ist Mitglied der VG Bild Kunst und der Illustratoren Organisation. Er wird durch die Münchener Literaturagentur Agentur Brauer vertreten.

## Arbeiten
Grubing arbeitet regelmäßig für verschiedene Agenturen und Magazine, nach eigenen Angaben bislang für 19 Verlage: Im cbj-Kinderbücher-Verlag gestaltete er beispielsweise sieben teils mehrbändige Bücher, für Schmidt Spiele zwei Spiele und mehrere Puzzles.
Für den Franz Schneider Verlag gestaltete er die Cover der Reihen Aleca Zamm (3 Bände) und Ghostsitter (4 Bände).
Im Bereich Comic gehört mit dem 2015 erschienenen, erfolgreichen („Bestseller“) Die Toten und dem 2018 erschienenen Langcomic Don't touch it! Horror zu seinem Genre. Grubing ist hier auch Autor und das Buch wurde 2019 als bester Independent Comic mit dem ICOM-Preis ausgezeichnet.
Das von ihm illustrierte Spiel The Key: Theft at Cliffrock Villa (2020) von HABA, stand 2021 auf der Spiel des Jahres – Empfehlungsliste.

### Auswahl
- Die Ratten! (Rollenspiel), Autoren: David Grashoff, Daniel Mayer, Fabian Mauruschat. 2008, 2009, Prometheus Verlag[11]
- Schattenwald-Geheimnisse, Autoren: Lee Weatherly, Linda Chapman. 2012 und 2013 bei cbj Verlag in 6 Bänden
- Don't touch it!, 2018 bei Zwerchfell
- Mein Körper ist ein Superheld, Autor: Matthias von Bornstädt, 2021 bei Arena
- Der verschollene Professor, Autor: Andreas Suchanek. 2021 bei Ueberreuter
- Lange Krallen: Leonie und ihr Kater auf heißer Spur, Autoren: Oliver Uschmann, Sylvia Witt. Beltz & Gelberg, Weinheim 2022, ISBN 978-3-407-81276-6
- Iva, Samo und der geheime Hexensee, Autorin: Bettina Obrecht. cbj Verlag, München 2022, ISBN 978-3-570-17968-0.
- Mission Roboter – ein spannender Fall für die Glücksagentur. Autorin: Anke Girod. Aus der Reihe: Ich schenk dir eine Geschichte, zum Welttag des Buches 2024.